# Never Mind the Bollocks, Here's the Sex Pistols
| Críticas profissionais | Críticas profissionais |
| Avaliações da crítica  | Avaliações da crítica  |
| Fonte                  | Avaliação              |
| ---------------------- | ---------------------- |
| All Music Guide        | link                   |
| Robert Christgau       | (A) link               |

Never Mind The Bollocks, Here's The Sex Pistols é o único álbum de estúdio da banda britânica de punk rock, Sex Pistols.
Todas as músicas foram escritas por Johnny Rotten, Steve Jones, Glen Matlock e Paul Cook. Exceto as que contém * sendo escritas por Johnny Rotten, Steve Jones, Sid Vicious e Paul Cook.
O álbum está na lista dos 200 álbuns definitivos do Rock and Roll Hall of Fame.

## Gravação
Perto de fechar um contrato com a A&M Records, em março de 1977 o Sex Pistols entrou no Wessex Sound Studios para gravar com o produtor Chris Thomas e o engenheiro Bill Price. O novo baixista Sid Vicious tocou na faixa "Bodies", mas suas habilidades não foram consideradas adequadas para gravar o álbum completo, então a banda pediu ao empresário Malcolm McLaren para convencer o baixista anterior, Glen Matlock, a tocar o instrumento para as sessões. Matlock concordou, com a condição de que ele fosse pago antecipadamente. Enquanto o pagamento não foi recebido, ele se recusou a comparecer. Como resultado, Thomas pediu ao guitarrista Steve Jones para tocar baixo para que o trabalho pudesse começar nas faixas básicas. Jones tocando foi tão bem que Thomas o fez tocar as faixas de baixo para todas as músicas restantes gravadas durante as sessões.
Quatro faixas - o escritor Clinton Heylin suspeita que elas eram "God Save the Queen" (Thomas afirmou que ele e Price "desistiram" de tentar usar o baixo de Vicious), "Pretty Vacant", "E.M.I." e possivelmente "Did You No Wrong" - foram gravados durante os dois dias em Wessex, com "God Save the Queen" e "Pretty Vacant" recebendo acompanhamento vocal de Johnny Rotten e mixagem final durante o período.[carece de fontes?] Como resultado dessas sessões, Thomas e Price começaram a trabalhar seriamente no que se tornaria o álbum do Sex Pistols. Quatro dias após a conclusão da gravação, os Sex Pistols assinaram com a A&M, mas em 16 de março o selo rescindiu o contrato, e vários milhares de cópias do próximo single, "God Save the Queen", foram destruídas.
Apesar de ter sido descartado pela A&M, McLaren instruiu os Sex Pistols a continuarem trabalhando no álbum. Enquanto a McLaren ponderou se assinaria ou não a oferta apresentada pela Virgin Records, ele assinou um acordo para o grupo com a Barclay Records no início de maio de 1977. Ao mesmo tempo, o grupo voltou a trabalhar com Thomas e Price. Thomas deixou temporariamente a sessão em meio a um intervalo de tempo estimado por Heylin entre o final de abril e o início de maio, deixando Price para produzir o que Thomas estimava como cinco músicas. Heylin reduziu as potenciais faixas de Bollocks que Price pode ter produzido para "Liar", "New York", "No Feelings", "Problems", "Seventeen" e "Submission", além da faixa "Satellite", que não esteve no álbum.
Enquanto isso, os Sex Pistols foram rejeitados por gravadoras como CBS, Decca, Pye e Polydor, restando apenas a oferta da Virgin. McLaren ainda esperava assinar com uma grande gravadora, e propôs a emissão de um single único com a Virgin para aumentar o apelo da banda para as maiores gravadoras. O proprietário da Virgin, Richard Branson, recusou, então em 18 de maio os Sex Pistols finalmente assinaram com a Virgin. Duas semanas depois, o selo lançou "God Save the Queen" como single. Durante a promoção do single, Rotten afirmou que o trabalho no álbum estava em andamento, e, obscurecendo a suposição de baixo de Jones, insistiu que as performances de baixo no álbum em andamento fossem divididas entre Matlock "nas faixas de Chris Thomas" e Vicious.
A banda retornou ao estúdio com Thomas e Price em 18 de junho para gravar "Holidays in the Sun", a primeira música que eles escreveram sem Matlock. Naquela noite, depois de visitar um bar próximo, Rotten, Thomas e Price foram atacados por um grupo de homens, e o incidente resultou em manchetes nos jornais na terça-feira seguinte. Naquele mês, uma prévia de onze faixas do álbum começou a circular, primeiro avaliada no fanzine 48 Thrills. Neste ponto, Rotten sustentou que o próximo álbum não incluiria covers, e nenhum dos singles lançados anteriormente do Sex Pistols lançaria "Anarchy in the U.K.", que estava fora de circulação. Com o lançamento de "Pretty Vacant" como single, ele deveria ser substituído na lista de faixas. Os Sex Pistols voltaram a Wessex mais uma vez naquele agosto para gravar uma nova música, "Bodies".</ref> Foi nessa faixa que Vicious gravou sua única contribuição no baixo para o álbum. "Bodies" continha uma segunda gravação de baixo interpretada por Steve Jones, com a versão final da canção deixando a versão de Sid quase obsoleta.
O tempo gasto no estúdio gravando o álbum foi, para Steve Jones, a "melhor parte de estar nos Pistols". Jones passou muitas horas fazendo overdubs de guitarra com o produtor Chris Thomas e - repudiando o ocasional desleixo musical do punk - afirmou que tanto ele quanto o baterista Paul Cook "não estavam apenas rindo" e eram "realmente dedicados em estúdio".

## Faixas
1. "Holidays In The Sun" - 3:22
2. "Bodies" - 3:03
3. "No Feelings" - 2:51
4. "Liar" - 2:41
5. "God Save the Queen" - 3:20
6. "Problems" - 4:11
7. "Seventeen" - 2:02
8. "Anarchy in the U.K." - 3:32
9. "Submission" - 4:12
10. "Pretty Vacant" - 3:18
11. "New York" - 3:07
12. "E.M.I." - 3:10

## Créditos
- Johnny Rotten – vocal
- Steve Jones – guitarra, baixo, backing vocal
- Sid Vicious – baixo em "Bodies"
- Glen Matlock – baixo em "Anarchy in the UK"
- Paul Cook – bateria
- Chris Thomas – produção
- Bill Price - engenheiro de som, co-produtor

## Covers
Famosas bandas que já fizeram regravações de músicas deste disco:
- Anthrax - "God Save The Queen"
- Foo Fighters - "God Save The Queen"
- Megadeth - "Anarchy in the U.K.", "Problems"
- Motörhead - "God Save The Queen"
- Mötley Crüe - "Anarchy in the U.K."
- Raimundos - "Bodies"
- Velvet Revolver - "Bodies"
- Joan Jett - "E.M.I"